# 克拉克斯維爾 (伊利諾伊州)
克拉克斯維爾（英語：Clarksville）是位於美國伊利諾伊州克拉克縣的一個非建制地區。該地的面積和人口皆未知。

## 地理
克拉克斯維爾的座標為39°27′06″N 87°47′52″W / 39.45167°N 87.79778°W，而該地的平均海拔高度為200米（即656英尺）。